# David Ahlqvist
Per David Ahlqvist, född 16 oktober 1900 i Visby, Gotlands län, död 14 maj 1988 i Ljugarn, Ardre församling, Gotlands län, var en svensk konstnär, författare, debattör, kompositör och hembygdsvårdare.

## Biografi
Ahlqvist studerade 1918–21 vid Carl Wilhelmsons målarskola och vid Kungliga konsthögskolan 1927–1931 och erhöll under denna period kanslersmedaljen och Bobergska priset för etsning. Han var senare främst verksam som etsare samt porträtt- och landskapsmålare och är representerad på bl. a. Nationalmuseum. Han ägnade sig även åt hembygdsvård och etnologisk forskning på Gotland, från 1941 var han ordförande i Gotlands hembygdsförbund.
David Ahlqvist gifte sig 1939 med Margit Stenqvist och 1942 i andra äktenskapet med Thyra Gottberg.
Han var en av dem som år 1945 stiftade Gutamålsgillet, och satt i dess första styrelse.

## Teaterpjäser
- Bussen går klockan åtta, 1948
- Korgstolen, stencilerat manuskript 1948 samt Svedala 1955
- Malin går hem, 1951
- Nattrocken, 1958
- Anton Segerbergs syndafall, 1960
- Ur leken, 1960, som TV-bearbetning 1972

## Utmärkelser
- 1929 – Boberghska stipendiet i etsning. Tilldelad Akademiens Kanslersmedalj i etsning.
- 1936 – Förtjänstplakett från Samfundet för Hembygdsvård.
- 1941 – Medlem i Grafiska Sällskapet sedan 1941.
- 1953 – Grafiska sällskapets stipendiat.
- 1961 – Illis Quorum 5:e storleken.
- 1963 – Gotlands kommuns kulturpris.
- 1966 – Röda Korsets förtjänsttecken.
- 1967 – Hedersledamot i Samfundet för Hembygdsvård
- 1968 – Visby Lions stipendium
- 1969 – Fastlandsgutarnas belöning för kulturbevarande gärning på
- 1970 – Deverthska kulturstiftelsens plakett i guld.
- 1971 – Svenska Naturskyddsföreningens plakett.
- 1973 – Hazeliusmedaljen, Nordiska museet.
- 1975 – Gotlands Gilles i Stockholm kulturpris.
- – JUF:s plakett i guld.
- – Hedersledamot av Gotlands nation i Uppsala.
- Asteroiden 11305 Ahlqvist[8]